# Нестор Димитријевић
Нестор Димитријевић (Велики Бечкерек, 14. октобар 1782 – Велики Бечкерек, 3. фебруара 1856) трговац, велики српски добротвор, оснивач своје "Задужбине" при Матици српској у Новом Саду, за школовање сиромашних и вредних ученика и студената.

## Биографија
Димитријевић је био угледна личност у Великом Бечкереку, где се годинама успешно бавио трговином мешовитом (шпецерајском) робом. Презиме му је било Деметровић, па промењено Димитријевић, што се види 1816. године, из списка бечкеречких пренумераната једне трговачке књиге. Исто је и 1834. године, где је на списку претплатника часописа "Сербски летопис". Године 1830. он је претплатник једне књиге - романа, као трговац и изабрани члан комунитета Велики Бечкерек (1829-1830). Имао је слугу који је код њега остао пуних педесет година, јер је био честит господар. Током живота показао се као поштен, вредан, штедљив човек али "милосрдна срца". Помагао је тај велики добротвор многе сиромашне ђаке одећом и новцем. Био је и велики донатор српске православне црквене општине у Бечкереку.
Нестор је имао браћу Кузмана и Кирила (такође трговца), а породица Димитријевић потиче из граничарског места Јакова у Срему. Предвидео је Димитријевић у свом тестаменту, да деца и потомци његове браће или сродника из Јакова, ако се буду школовали и конкурисали за његову стипендију - да имају првенство код бирања. Тако је и било, па се из породице Димитријевић ишколовало петоро стипендиста.
Бурне 1848. године Нестор Димитријевић је ушао у "Месни одбор српског покрета" у Великом Бечкереку. Било је то истог дана по уласку српске војске средином јануара 1849. године. Био је дуго година члан Општинског одбора и градски сенатор.

## Задужбина
Оставио је тестамент (са Основатељним писмом) 10/22. јануара 1856. године у којем је предвидео како ће се трошити новчани фонд који је оставио Матици српској. Егзекутори тестамента требало је да распродају све његово имање, плацеве и вредносне папире и уложе у његов фонд. Ако би се десиле промене у друштву, које би сврху фонда измениле, Нестор је предвидео да иста пређе под управу српске цркве, у лицу митрополита. Српски архиепископ карловачки је давао стипендије на предлог Матице српске која је редовно конкурсе расписивала. За избор будућих питомаца који ће бити стипендирани важио је услов: Учасник мог заведења може бити сваки од оца и матере рођени Србин, православног восточног вероисповеданија, ако је не само доброг моралног поведења, но паче и одличног успјеха у наукама. Његову последњу вољу су потписом посведочили грађани Великог Бечкерека: Никола Атанасијевић, Георгиј Михаиловић и Петар Ароновић. Целокупно своје имање вредно преко 52.000 ф. определио је за српску младост. Куратор "универзалног наследника" која ће бити његова Задужбина (коју је Сандић назвао од миља Несторијанум), био је по његовој последњој вољи Владимир Михаиловић из Бечкерека.
Извршитељи његовог тестамента били су Јован Трифунац и Михаило Таназевић. Они су априла 1861. године положили Матици српској директно завештаних 500 ф. По извештају из јануара 1862. године видело се да је Несторова стипендија почела са радом још за живота завештача. Он је изабрао прво троје стипендиста из Великог Бечкерека, које је познавао лично: Александра Сандића, Георгија (Ђорђа) Мандровића и Стефана Ђаконовића. За њих је определио изузетно по 300 ф. стипендије, ако се добрим покажу. Имао је у виду и "сиротог Таназевића", који би такође 300 ф. годишње примао за школовање. Како је један од Несторових услова био да свагда морају четири великобечкеречка сина у уживању овог мог благодејанија бити. Током деловања Задужбине ишколовала је иста чак 43 млада Бечкеречанина. Међу најпознатије спадају: Емил Гаврила, Ђорђе Мандровић, др Васа Савић, Павле Бота, Александар Сандић и други. Захвални питомац Ђорђе Мандровић је као капелан у Долову, објавио 1864. књигу песама "Предзор". Исту је посветио успомени покојног Нестора Димитријевића бившег грађанина Великог Бечкерека и великог добротвора србског.
Великобечкеречки магистрат је тек новембра 1862. године предао задужбину српским народним фондовима. А већ почетком школске 1863-1864. године свих 10 стипендијских места је било попуњено. Године 1875. Заклада Нестора Димитријевића из Великог Бечкерека од 1856. године, Патријаршија и Матица српска расписали су конкурс за избор стипендиста. Три "правничке и више милитарске" стипендије по 250 ф. Две више стипендије за "филозофске и политехничке науке" по 200 ф. Четири стипендије "за мале гимназије" по 150 ф. Укупно је било предвиђено за расподелу 1750 ф.
Велики број истакнутих појединаца и високо образованих људи, за свој почетни успех у животу има захвалити пожртвованом Димитријевићу.
Умро је Димитријевић у Великом Бечкереку 1856. године, и сахрањен на Томашевачком градском гробљу. Сваке године 24. септембра му је даван парастос у бечкеречкој Успенској цркви. Професор Александар Сандић је као свој први рад, одштампао управо беседу коју је држао на парастосу свом добротвору, на Крстовдан 1860. године. Решено је у Матици српској 1887. године да се из његове задужбине извади новац за градњу достојног споменика. Године 1969. откривена је спомен-биста Нестора Димитријевића у Зрењанину.